# Список растений с секвенированным геномом
Список растений с секвенированным геномом включает растения, для которых в публичном доступе имеется полная, собранная и аннотированная последовательность генома. В список не включены растения, геномы которых не собраны и представлены отдельными последовательностями. Также в представленный список не включены растения, для которых доступны только геномы органелл (пластид и митохондрий). Для всех царств живых организмов, см. список секвенированных геномов.

## Водоросли
В данном случае водоросли используются в широком понимании, как сборная группа без таксономического значения, объединяющая фотосинтезирующие эукариотические организмы.
| Организм (штамм)                          | Клада                                 | Актуальность                                                               | Размер генома | Количество предсказанных генов | Организация                             | Статус сборки | Год завершения сборки и ссылки |
| ----------------------------------------- | ------------------------------------- | -------------------------------------------------------------------------- | ------------- | ------------------------------ | --------------------------------------- | --- | ------------------------------ |
| Cyanophora paradoxa                       | Glaucophyte (Глаукофитовые водоросли) |                                                                            |               |                                | Rutgers University                      | | 2012                           |
| Bathycoccus prasinos BBAN7                | Chlorophyta (Зелёные водоросли)       | Сравнительные анализ                                                       | 15 Mb         |                                | Joint Genome Institute                  | | 2012                           |
| Chlamydomonas reinhardtii CC-503 cw92 mt+ | Chlorophyta (Зелёные водоросли)       | Модельный организм                                                         | 111 Mb        | 17,737                         | University of California at Los Angeles | Chlamydomonas reinhardtii (англ.) на сайте Национального центра биотехнологической информации (NCBI). ENAШаблон:ENA | 2007                           |
| Chlorella variabilis NC64A                | Chlorophyta (Зелёные водоросли)       |                                                                            |               |                                |                                         | | 2010                           |
| Coccomyxa subellipsoidea sp. C-169        | Chlorophyta (Зелёные водоросли)       | Модельный организм (предполагается использование для получения биотоплива) |               |                                | Joint Genome Institute                  | | 2007                           |
| Dunaliella salina CCAP19/18               | Chlorophyta (Зелёные водоросли)       | Галофил, используется для получения биотоплива и синтеза β-каротина        |               |                                | Joint Genome Institute                  | Геномы органелл завершены, ядерный геном в процессе                                                                 |                                |
| Micromonas pusilla CCMP1545               | Chlorophyta (Зелёные водоросли)       | Представитель морского фитопланктона                                       |               |                                | Joint Genome Institute                  | | 2007                           |
| Micromonas pusilla RCC299/NOUM17          | Chlorophyta (Зелёные водоросли)       | Представитель морского фитопланктона                                       |               |                                | Joint Genome Institute                  | | 2007                           |
| Ostreococcus lucimarinus CCE9901          | Chlorophyta (Зелёные водоросли)       | Простой эукариотический организм с маленьким геномом                       | 13.2 Mb       | 7,796                          |                                         | | 2007                           |
| Ostreococcus tauri OTH95                  | Chlorophyta (Зелёные водоросли)       | Простой эукариотический организм с маленьким геномом                       |               |                                |                                         | | 2006                           |
| Ostreococcus sp. RCC809                   | Chlorophyta (Зелёные водоросли)       | Простой эукариотический организм с маленьким геномом                       |               | 7,773                          | Joint Genome Institute                  | | 2008                           |
| Volvox carteri                            | Chlorophyta (Зелёные водоросли)       | Многоклеточная водоросль, модельный организм                               | ~131.2 Mb     | 14,971                         |                                         | | 2010                           |
| Chondrus crispus                          | Rhodophyta (Красные водоросли)        |                                                                            | 105 Mb        | 9,606                          | Genoscope/Station Biologique de Roscoff | | 2013                           |
| Cyanidioschyzon merolae strain:10D        | Rhodophyta (Красные водоросли)        |                                                                            | 16.73 Mb      | 5,017                          |                                         | | 2004, 2007                     |
| Galdieria sulphuraria                     | Rhodophyta (Красные водоросли)        | Термо-ацидофильный организм (экстремофил)                                  | 13.7 Mb       | 6,623                          |                                         | | 2005 2005 2013                 |
| Porphyridium purpureum                    | Rhodophyta (Красные водоросли)        |                                                                            | 19.7 Mb       | 8,355                          |                                         | | 2013                           |
| Pyropia yezoensis                         | Rhodophyta (Красные водоросли)        |                                                                            | 43 Mb         | 10,327                         |                                         | | 2013                           |
| Ectocarpus siliculosus                    | Heterokontophyta (Страменопилы)       | Представитель из супергруппы SAR                                           |               |                                | Station Biologique de Roscoff           | | 2010                           |

## Мохообразные
| Организм (разновидность, сорт)                       | Отдел           | Актуальность                                                                   | Размер генома | Количество предсказанных генов | Организация | Статус сборки | Год завершения сборки и ссылки |
| ---------------------------------------------------- | --------------- | ------------------------------------------------------------------------------ | ------------- | ------------------------------ | ----------- | ------------- | ------------------------------ |
| Physcomitrella patens ssp. patens str. Gransden 2004 | Bryophyta (Мхи) | Модельное растение, сформировавшегося при ранней дивергенции наземных растений |               |                                |             |               | 2008                           |

## Высшие растения (Сосудистые растения)
| Организм (разновидность, сорт)                   | Отдел                         | Актуальность       | Размер генома | Количество предсказанных генов | Организация | Статус сборки | Год завершения сборки и ссылки |
| ------------------------------------------------ | ----------------------------- | ------------------ | ------------- | ------------------------------ | ----------- | ------------- | ------------------------------ |
| Sеlaginella moellendorffii (плаунок Мёллендорфа) | Lycopodiophyta (Плауновидные) | Модельный организм |               |                                |             |               | 2011                           |

### Покрытосеменные

#### Амборелловые (Amborellales)
| Организм (разновидность, сорт) | Семейство                    | Актуальность              | Размер генома | Количество предсказанных генов | Организация | Статус сборки | Год завершения сборки и ссылки |
| ------------------------------ | ---------------------------- | ------------------------- | ------------- | ------------------------------ | ----------- | ------------- | ------------------------------ |
| Amborella trichopoda           | Amborellaceae (Амборелловые) | Базальные покрытосеменные |               |                                |             |               | 2013                           |

#### Эвдикоты

##### Лютикоцветные (Ranunculales)
| Организм (разновидность, сорт)        | Семейство                 | Актуальность       | Размер генома | Количество предсказанных генов | Организация | Статус сборки    | Год завершения сборки и ссылки |
| ------------------------------------- | ------------------------- | ------------------ | ------------- | ------------------------------ | ----------- | ---------------- | ------------------------------ |
| Aquilegia coerulea (водосбор голубой) | Ranunculaceae (Лютиковые) | Базальные эвдикоты |               |                                |             | Неизданный геном |                                |

##### Протеецветные (Proteales)
| Организм (разновидность, сорт)       | Семейство                 | Актуальность       | Размер генома | Количество предсказанных генов | Организация | Статус сборки | Год завершения сборки и ссылки |
| ------------------------------------ | ------------------------- | ------------------ | ------------- | ------------------------------ | ----------- | ------------- | ------------------------------ |
| Nelumbo nucifera (лотос орехоносный) | Nelumbonaceae (Лотосовые) | Базальные эвдикоты |               |                                |             |               | 2013                           |

##### Гвоздичноцветные (Caryophyllales)
| Организм (разновидность, сорт)      | Семейство                   | Актуальность                  | Размер генома | Количество предсказанных генов | Организация | Статус сборки                                                                       | Год завершения сборки и ссылки |
| ----------------------------------- | --------------------------- | ----------------------------- | ------------- | ------------------------------ | ----------- | ----------------------------------------------------------------------------------- | ------------------------------ |
| Beta vulgaris (свекла обыкновенная) | Chenopodiaceae (Маревые)    | Сельскохозяйственная культура | 714-758 Мб    | 27,421                         |             |                                                                                     | 2013                           |
| Chenopodium quinoa (киноа)          | Chenopodiaceae (Маревые)    | Сельскохозяйственная культура | 1.39-1.50 Гб  | 44,776                         |             | 3,486 подмости, эшафот Н50 в 3.84 Мб, 90 % собранного генома содержится в 439 лесов | 2017                           |
| Amaranthus hypocondriacus           | Amaranthaceae (Амарантовые) | Сельскохозяйственная культура | 403.9 Мб      | 23,847                         |             | 16 крупных лесов от 16.9 до 38,1 Мб. N50 и Л50 сборки 24.4 Мб и 7, соответственно.  | 2016                           |

##### Розиды (Rosids)
| Организм (разновидность, сорт)                                        | Семейство                   | Актуальность | Размер генома                                 | Количество предсказанных генов                        | Организация | Статус сборки | Год завершения сборки и ссылки |
| --------------------------------------------------------------------- | --------------------------- | --- | --------------------------------------------- | ----------------------------------------------------- | ----------- | --- | ------------------------------ |
| Betula nana (карликовая берёза)                                       | Betulaceae (Берёзовые)      | Арктический кустарник                                                                                            | 450 Mbp                                       |                                                       | QMUL/SBCS   | | 2013                           |
| Aethionema arabicum                                                   | Brassicaceae (Капустные)    | Сравнительный анализ геномов Капустных                                                                           |                                               |                                                       |             | | 2013                           |
| Arabidopsis lyrata                                                    | Brassicaceae (Капустные)    | Модельный организм                                                                                               |                                               |                                                       |             | | 2011                           |
| Arabidopsis thaliana экотип: Columbia                                 | Brassicaceae (Капустные)    | Модельный организм                                                                                               | 135 Mbp                                       |                                                       |             | | 2000                           |
| Barbarea vulgaris Сурепка обыкновенная G-type                         | Brassicaceae (Капустные)    | Модельный организм при изучении специфических ветвей вторичного метаболизма и механизмов защиты от фитопатогенов |                                               |                                                       |             | | 2017                           |
| Brassica rapa (репа)                                                  | Brassicaceae (Капустные)    | Сельскохозяйственная овощная культура и модельное растение                                                       |                                               |                                                       |             | | 2011                           |
| Capsella rubella (пастушья сумка)                                     | Brassicaceae (Капустные)    | Близкий родственник модельного организма Arabidopsis thaliana                                                    | 130Mbp                                        | 26,521                                                | JGI         | | 2013? 2013                     |
| Eutrema salsugineum (эвтрема)                                         | Brassicaceae (Капустные)    | Близкий родственник A. thaliana, обладает высокой солеустойчивостью                                              | 240Mbp                                        | 26,351                                                | JGI         | | 2013                           |
| Eutrema parvulum (эвтрема)                                            | Brassicaceae (Капустные)    | Сравнительный анализ геномов Капустных                                                                           |                                               |                                                       |             | | 2013                           |
| Leavenworthia alabamica                                               | Brassicaceae (Капустные)    | Сравнительный анализ геномов Капустных                                                                           |                                               |                                                       |             | | 2013                           |
| Sisymbrium irio (гулявник)                                            | Brassicaceae (Капустные)    | Сравнительный анализ геномов Капустных                                                                           |                                               |                                                       |             | | 2013                           |
| Thellungiella parvula                                                 | Brassicaceae (Капустные)    | Близкий родственник A. thaliana, обладает высокой солеустойчивостью                                              |                                               |                                                       |             | | 2011                           |
| Cannabis sativa (конопля посевная)                                    | Cannabaceae (Коноплёвые)    | Сельскохозяйственная техническая и лекарственная культура                                                        | ca 820Mbp                                     | 30,074 based on transcriptome assembly and clustering |             | Illumina/454 scaffold N50 16.2 Kbp | 2011                           |
| Carica papaya (папайя)                                                | Caricaceae (Кариковые)      | Сельскохозяйственная плодовая культура                                                                           | 372Mbp                                        | 28,629                                                |             | contig N50 11kbp scaffold N50 1Mbp total coverage ~3x (Sanger) 92,1 % unigenes mapped 235Mbp anchored (of this 161Mbp also oriented)  | 2008                           |
| Kalanchoe sp. (каланхое)                                              | Crassulaceae (Толстянковые) | Растение с CAM-метаболизмом                                                                                      |                                               |                                                       |             | | 2013?                          |
| Citrullus lanatus (арбуз)                                             | Cucurbitaceae (Тыквенные)   | Сельскохозяйственная бахчевая культура                                                                           | ca 425Mbp                                     | 23,440                                                | BGI         | Illumina coverage 108.6x contig N50 26.38 kbp Scaffold N50 2.38 Mbp genome covered 83,2 % ~97 % ESTs mapped                           | 2012                           |
| Cucumis melo (дыня)DHL92                                              | Cucurbitaceae (Тыквенные)   | Овощная культура                                                                                                 | 450Mbp                                        | 27,427                                                |             | 454 13.5x coverage contig N50: 18.1kbp scaffold N50: 4.677 Mbp WGS                                                                    | 2012                           |
| Cucumis sativus (огурец) 'Chinese long' inbred line 9930              | Cucurbitaceae (Тыквенные)   | Овощная культура                                                                                                 | 350 Mbp (Kmer depth) 367 Mbp (flow cytometry) | 26,682                                                |             | contig N50 19.8kbp scaffold N50 1,140kbp total coverage ~72.2 (Sanger + Ilumina) 96,8 % unigenes mapped 72,8 % of the genome anchored | 2009                           |
| Hevea brasiliensis (гевея бразильская)                                | Euphorbiaceae (молочайные)  | Самый экономически важный вид рода Hevea                                                                         | 2013                                          |                                                       |             | |                                |
| Jatropha curcas Palaan                                                | Euphorbiaceae (молочайные)  | Биодизельная культура                                                                                            | 2011                                          |                                                       |             | |                                |
| Manihot esculenta (маниок съедобный)                                  | Euphorbiaceae (молочайные)  | Humanitarian importance                                                                                          | ~760Mb                                        | 30,666                                                | JGI         | | 2012                           |
| Ricinus communis (клещевина)                                          | Euphorbiaceae (молочайные)  | Масличная культура                                                                                               | 320Mbp                                        | 31,237                                                | JCVI        | Sanger coverage~4.6x contig N50 21.1 kbp scaffold N50 496.5kbp                                                                        | 2010                           |
| Cajanus cajan (голубиный горох) var. Asha                             | Fabaceae (Бобовые)          | Модельный организм (представитель семейства Бобовые)                                                             |                                               |                                                       |             | | 2012                           |
| Arachis duranensis (геномный диплоид дикого арахиса) accession V14167 | Fabaceae (Бобовые)          | Дикий предок арахиса, масличная и зернобобовая культура                                                          |                                               |                                                       |             | Illumina 154x coverage, contig N50 22 kbp, scaffold N50 948 kbp                                                                       | 2016                           |
| Arachis ipaensis (геномный диплоид дикого арахиса) accession K30076   | Fabaceae (Бобовые)          | Дикий предок арахиса, масличная и зернобобовая культура                                                          |                                               |                                                       |             | Illumina 163x coverage, contig N50 23 kbp, scaffold N50 5,343 kbp                                                                     | 2016                           |
| Cicer arietinum (нут бараний)                                         | Fabaceae (Бобовые)          | filling |                                               |                                                       |             | | 2013                           |
| Cicer arietinum L. (нут бараний)                                      | Fabaceae (Бобовые)          | |                                               |                                                       |             | | 2013                           |
| Glycine max (соя) var. Williams 82                                    | Fabaceae (Бобовые)          | Белковая и масличная культура                                                                                    | 1115Mbp                                       | 46,430                                                |             | Contig N50:189.4kbp Scaffold N50:47.8Mbp Sanger coverage ~8x WGS 955.1 Mbp assembled                                                  | 2010                           |
| Lotus japonicus (лядвенец)                                            | Fabaceae (Бобовые)          | Модельный организм (представитель семейства Бобовые)                                                             |                                               |                                                       |             | | 2008                           |
| Medicago truncatula (люцерна усечённая)                               | Fabaceae (Бобовые)          | Модельный организм (представитель семейства Бобовые)                                                             |                                               |                                                       |             | | 2011                           |
| Phaseolus vulgaris (фасоль обыкновенная)                              | Fabaceae (Бобовые)          | Модельный организм (представитель семейства Бобовые)                                                             | 520Mbp                                        | 31,638                                                | JGI         | | 2013?                          |
| Linum usitatissimum (лён обыкновенный)                                | Linaceae (Льновые)          | Прядильная и масличная культура                                                                                  | ~350Mbp                                       | 43,384                                                | BGI et al.  | | 2012                           |
| Durio zibethinus (дуриан цибетиновый)                                 | Malvaceae (Мальвовые)       | Тропическое фруктовое дерево                                                                                     | ~738Mbp                                       |                                                       |             | | 2017                           |
| Gossypium raimondii (хлопчатник)                                      | Malvaceae (Мальвовые)       | Один из предполагаемых видов-предков тетраплоидного хлопчатника.                                                 |                                               |                                                       |             | | 2013?                          |
| Theobroma cacao (какао)                                               | Malvaceae (Мальвовые)       | Ароматизирующие культуры                                                                                         |                                               |                                                       |             | | 2010                           |
| Theobroma cacao (какао) cv. Matina 1-6                                | Malvaceae (Мальвовые)       | Самый распространенный вид какао                                                                                 |                                               |                                                       |             | | 2013                           |
| Azadirachta indica (ним)                                              | Meliaceae (Мелиевые)        | Source of number of Terpenoids, including biopesticide azadirachtin, Used in Traditional Medicine                | 364 Mbp                                       | ~20000                                                | GANIT Labs  | Illumina GAIIx, scaffold N50 of 452028bp, Transcriptome data from Shoot, Root, Leaf, Flower and Seed                                  | 2012 and 2011                  |
| Eucalyptus grandis (эвкалипт)                                         | Myrtaceae (Миртовые)        | Fibre and timber crop                                                                                            |                                               |                                                       |             | | 2011                           |
| Fragaria vesca (земляника лесная)                                     | Rosaceae (Розовые)          | Сельскохозяйственная ягодная культура                                                                            | 240 Mbp                                       | 34,809                                                |             | scaffold N50: 1.3 Mbp 454/Illumina/solid 39x coverage WGS                                                                             | 2011                           |
| Malus domestica (яблоня домашняя) «Golden Delicious»                  | Rosaceae (Розовые)          | Сельскохозяйственная плодовая культура                                                                           | ~742.3 Mbp                                    | 57,386                                                |             | contig N50 13.4 (kbp??) scafold N50 1,542.7 (kbp??) total coverage ~16.9x (Sanger + 454) 71,2 % anchored                              | 2010                           |
| Prunus amygdalus (миндаль)                                            | Rosaceae (Розовые)          | Сельскохозяйственная плодовая культура                                                                           |                                               |                                                       |             | | 2013?                          |
| Prunus avium (черешня) cv. Stella                                     | Rosaceae (Розовые)          | Сельскохозяйственная плодовая культура                                                                           |                                               |                                                       |             | | 2013?                          |
| Prunus mume (абрикос японский)                                        | Rosaceae (Розовые)          | Сельскохозяйственная плодовая культура                                                                           |                                               |                                                       |             | | 2012                           |
| Prunus persica (персик)                                               | Rosaceae (Розовые)          | Сельскохозяйственная плодовая культура                                                                           | 265Mbp                                        | 27,852                                                |             | Sanger coverage:8.47x WGS ca 99 % ESTs mapped 215.9 Mbp in pseudomolecules                                                            | 2013                           |
| Pyrus bretschneideri (белая китайская груша) cv. Dangshansuli         | Rosaceae (Розовые)          | Сельскохозяйственная плодовая культура                                                                           |                                               |                                                       |             | | 2012                           |
| Pyrus communis (груша обыкновенная) cv. Doyenne du Comice             | Rosaceae (Розовые)          | Сельскохозяйственная плодовая культура                                                                           |                                               |                                                       |             | | 2013?                          |
| Citrus clementina (клементин)                                         | Rutaceae (Рутовые)          | Сельскохозяйственная плодовая культура                                                                           |                                               |                                                       |             | | 2013?                          |
| Citrus sinensis (апельсин)                                            | Rutaceae (Рутовые)          | Сельскохозяйственная плодовая культура                                                                           |                                               |                                                       |             | | 2013?, 2013                    |
| Populus trichocarpa (тополь)                                          | Salicaceae (Ивовые)         | Улавливание углерода, модельный организм, работа по дереву                                                       | 510 Mbp (cytogenetic) 485 Mbp (coverage)      | 73,013 [Phytozome]                                    |             | Scaffold N50: 19.5 Mbp Contig N50:552.8 Kbp [phytozome] WGS >=95 % cDNA found                                                         | 2006                           |
| Vitis vinifera (виноград культурный) генотип PN40024                  | Vitaceae (Виноградовые)     | Сельскохозяйственная плодовая культура                                                                           |                                               |                                                       |             | | 2007                           |

##### Астериды (Asterids)
| Организм                                                         | Семейство                        | Актуальность                                                         | Размер генома          | Количество предсказанных генов | Организация                               | Статус сборки | Год завершения сборки и ссылки |
| ---------------------------------------------------------------- | -------------------------------- | -------------------------------------------------------------------- | ---------------------- | ------------------------------ | ----------------------------------------- | --- | ------------------------------ |
| Mimulus guttatus (губастик)                                      | Phrymaceae (Фримовые)            | model system for studying ecological and evolutionary genetics       | ca 430Mbp              | 26,718                         | JGI                                       | Scaffold N50 = 1.1 Mbp Contig N50 = 45.5 Kbp                                                                                        | 2013?                          |
| Solanum lycopersicum (томат) cv. Heinz 1706                      | Solanaceae (Пасленовые)          | Сельскохозяйственная культура                                        | ca 900Mbp              | 34,727                         | SGN                                       | Sanger/454/Illumina/Solid Pseudomolecules spanning 91 scaffolds (760Mbp of which 594Mbp have been oriented) over 98 % ESTs mappable | 2011 2012                      |
| Solanum pimpinellifolium (Currant Tomato)                        | Solanaceae (Пасленовые)          | Ближайший дикий родственник томата                                   |                        |                                |                                           | Illumina contig N50: 5100bp ~40x coverage                                                                                           | 2012                           |
| Solanum tuberosum (картофель)                                    | Solanaceae (Пасленовые)          | Сельскохозяйственная овощная культура                                | 844 Mbp kmer (856 Mbp) | 39,031                         | PGSC                                      | Sanger/454/Illumina 79.2x coverage contig N50: 31,429bp scaffold N50: 1,318,511bp                                                   | 2011                           |
| Solanum commersonii (commerson’s nightshade)                     | Solanaceae (Пасленовые)          | Дикий родственник картофеля                                          | 838 Mbp kmer (840 Mbp) | 37,662                         | UNINA, UMN, UNIVR, Sequentia Biotech, CGR | Illumina 105x coverage contig N50: 6,506bp scaffold N50: 44,298bp                                                                   | 2015                           |
| Nicotiana benthamiana (табак)                                    | Solanaceae (Пасленовые)          | Близкий родственник табака                                           | ca 3Gbp                |                                |                                           | Illumina 63x coverage contig N50: 16,480bp scaffold N50:89,778bp >93 % unigenes found                                               | 2012                           |
| Nicotiana sylvestris (табак лесной)                              | Solanaceae (Пасленовые)          | model system for studies of terpenoid production                     | 2.636Gbp               |                                | Philip Morris International               | 94x coverage scaffold N50: 79.7 kbp 194kbp superscaffolds using physical Nicotiana map                                              | 2013                           |
| Nicotiana tomentosiformis                                        | Solanaceae (Пасленовые)          | Предок табака                                                        | 2.682 Gb               |                                | Philip Morris International               | 146x coverage scaffold N50: 82.6 kb 166kbp superscaffolds using physical Nicotiana map                                              | 2013                           |
| Capsicum annuum (перец стручковый) (a) cv. CM334 (b) cv. Zunla-1 | Solanaceae (Пасленовые)          | Сельскохозяйственная овощная культура                                | ~3.48 Gbp              | (a) 34,903 (b) 35,336          |                                           | N50 contig: (a) 30.0 kb (b) 55.4 kb N50 scaffold: (a) 2.47 Mb (b) 1.23 Mb                                                           | (a) 2014(b) 2014               |
| Capsicum annuum var. glabriusculum (Chiltepin)                   | Solanaceae (Пасленовые)          | Предок культивированных перцев                                       | ~3.48 Gbp              | 34,476                         |                                           | N50 contig: 52.2 kb N50 scaffold: 0.45 Mb                                                                                           | 2014                           |
| Petunia (петуния)                                                | Solanaceae (Пасленовые)          | Экономически важный цветок                                           |                        |                                |                                           | | 2011                           |
| Utricularia gibba (пузырчатка)                                   | Lentibulariaceae (Пузырчатковые) | model system for studying genome size evolution; a carnivorous plant | 81.87 Mb               | 28,494                         | LANGEBIO, CINVESTAV                       | Scaffold N50: 80.839 Kb | 2013                           |

#### Однодольные

##### Злакоцветные
| Организм                                               | Семейство       | Актуальность                            | Размер генома | Количество предсказанных генов | Организация | Статус сборки                                                       | Год завершения сборки и ссылки |
| ------------------------------------------------------ | --------------- | --------------------------------------- | ------------- | ------------------------------ | ----------- | ------------------------------------------------------------------- | ------------------------------ |
| Setaria italica (могар)                                | Poaceae (Злаки) | Model of C4 metabolism                  |               |                                |             |                                                                     | 2012                           |
| Aegilops tauschii (эгилопс)                            | Poaceae (Злаки) | bread wheat D-genome progenitor         | ca 4.36Gb     |                                | BGI         | Non-repetitive sequence assembled                                   | 2013                           |
| Brachypodium distachyon                                | Poaceae (Злаки) | Model monocot                           |               |                                |             |                                                                     | 2010                           |
| Dichanthelium oligosanthes                             | Poaceae (Злаки) | C3 grass closely related to C4 species  | 960 Mb        |                                | DDPSC       |                                                                     | 2016                           |
| Hordeum vulgare (ячмень обыкновенный)                  | Poaceae (Злаки) | Model of ecological adoption            |               |                                | IBSC        |                                                                     | 2012                           |
| Oryza brachyantha (дикий рис)                          | Poaceae (Злаки) | Disease resistant wild relative of rice |               |                                |             |                                                                     | 2013                           |
| Oryza glaberrima (африканский рис) var CG14            | Poaceae (Злаки) | Западно-африканский вид риса            |               |                                |             |                                                                     | 2010                           |
| Oryza rufipogon (красный рис)                          | Poaceae (Злаки) | Предок Oryza sativa                     | 406 Mb        | 37,071                         | SIBS        | Illumina HiSeq2000 100x coverage                                    | 2012                           |
| Oryza sativa (рис посевной длиннозёрный) ssp indica    | Poaceae (Злаки) | Культура и модельный злак               |               |                                |             |                                                                     | 2002                           |
| Oryza sativa (рис посевной короткозерный) ssp japonica | Poaceae (Злаки) | Культура и модельный злак               |               |                                |             |                                                                     | 2002                           |
| Panicum virgatum (просо прутьевидное)                  | Poaceae (Злаки) | biofuel                                 |               |                                |             |                                                                     | 2013?                          |
| Phyllostachys edulis (листоколосник бамбуковый)        | Poaceae (Злаки) |                                         |               |                                |             |                                                                     | 2013                           |
| Sorghum bicolor (сорго двуцветное) genotype BTx623     | Poaceae (Злаки) | Культура                                | ca 730Mbp     | 34,496                         |             | contig N50:195.4kbp scaffold N50: 62.4Mbp Sanger, 8.5x coverage WGS | 2009                           |
| Triticum aestivum (пшеница мягкая)                     | Poaceae (Злаки) | 20% глобального питания                 |               |                                |             | Non-repetitive sequence assembled Roche 454/Illumina WGS            | 2012                           |
| Triticum urartu (пшеница)                              | Poaceae (Злаки) | Bread wheat A-genome progenitor         | ca 4.94Gb     |                                | BGI         | Non-repetitive sequence assembled Illumina WGS                      | 2013                           |
| Zea mays (кукуруза) ssp mays B73                       | Poaceae (Злаки) | Злаковая культура                       | 2,300Mbp      | 39,656                         |             | contig N50 40kbp scaffold N50: 76kbp Sanger, 4-6x coverage per BAC  | 2009                           |

##### Другие однодольные (не злаки)
| Организм напрягать                           | Семья                  | Актуальность | Размер генома | Количество предсказанных генов | Организация | Статус сборки                           | Год завершения сборки и ссылки |
| -------------------------------------------- | ---------------------- | --- | ------------- | ------------------------------ | ----------- | --------------------------------------- | ------------------------------ |
| Musa acuminata (банан заостренный)           | Musaceae (Банановые)   | А-генома современного банана сорта                                                                                            | 523 Пмб       | 36,542                         |             | Н50 контигов: 43.1 Кб Н50 лески: 1.3 Мб | 2012                           |
| Муса balbisiana (банан Бальбиса)             | Musaceae (Банановые)   | Б-геном современного банана сорта                                                                                             | 438 Пмб       | 36,638                         |             | Н50 контигов: 7.9 Кб                    | 2013                           |
| Phoenix dactylifera (финиковая пальма)       | Arecaceae (Пальмовые)  | Древесное растение в засушливых регионах                                                                                      | 658 Пмб       | 28,800                         |             | Н50 контигов: 6.4 Кб                    | 2011                           |
| Elaeis масло (Африканская масличная Пальма)  | Arecaceae (Пальмовые)  | Масличная культура | ~1800 Пмб     | 34,800                         |             | Н50 эшафот: 1.27 Мб                     | 2013                           |
| Spirodela polyrhiza (многокоренник)          | Araceae (Ароидные)     | Водное растение | 158 ВР        | 19,623                         |             | Н50 эшафот: 3.76 Мб                     | 2014                           |
| Phalaenopsis equestris (фаленопсис наездник) | Orchidaceae (Орхидные) | Разведение родителем многих современных мотылек орхидеи, сортов и гибридов растений с crassulacean кислотный метаболизм (Кэм) | Пмб 1600      | 29,431                         |             | Н50 эшафот: 359,115 Кб                  | 2014                           |

### Голосеменные
| Организм (вид, сорт)          | Семейство           | Актуальность                                                                  | Размер генома | Количество предсказанных генов | Организация                                      | Статус сборки                  | Год завершения сборки и ссылки |
| ----------------------------- | ------------------- | ----------------------------------------------------------------------------- | ------------- | ------------------------------ | ------------------------------------------------ | ------------------------------ | ------------------------------ |
| Picea abies (ель европейская) | Pinaceae (Сосновые) | Лесоматериал, используется в декоративных целях, например Рождественская ёлка | 20 Гб         | 28,354                         | Умео Научного Центра Завода / SciLifeLab, Швеция |                                | 2013                           |
| Picea glauca (ель сизая)      | Pinaceae (Сосновые) | Лесоматериал, Источник целлюлозы                                              | 20.8 Гб       | 56,064                         | Институциональное Сотрудничество                 |                                | 2013                           |
| Pinus taeda (сосна ладанная)  | Pinaceae (Сосновые) | Лесоматериал                                                                  | 20.15 Гб      | 50,172                         | Институциональное сотрудничество                 | N50 Размер ремонтины: 66.9 кбп | 2014                           |

## Секвенирования, заявленные в пресс-релизах
Сюда входят не соответствующие требованиям первого абзаца данной статьи практически полные последовательности высокого качества, опубликованные, собранные и общедоступные. Этот список включает виды, для которых последовательности были заявлены в пресс-релизах и на сайтах, но не в информативных публикациях в реферируемом журнале с цифровым идентификатором объекта (Digital Object Identifier/DOI).
- Рапс, растительные масла (2009[121])
- Elaeis масло, масличная Пальма (2007[122])
- Corchorus olitorius, растительных волокон (2010[123][124][125])
- Fraxinus excelsior, ясень (2013 проекта[126][127])